# Седлиска (Мехувский повет)
Седли́ска (пол. Siedliska) — село в Польше в сельской гмине Мехув Мехувского повята Малопольского воеводства.
Село располагается в 3 км от административного центра повята города Мехув и в 36 км от административного центра воеводства города Краков.
Население 130 человек (2006 год).
В 1975—1998 годах входило в состав Келецкого воеводства, административным центром которого являлся город Кельце (село находилось на территориях находящихся рядом с территориями административно подчинённых Кракову). С 1999 входит в Малопольское воеводство (столица Краков).

## Достопримечательности

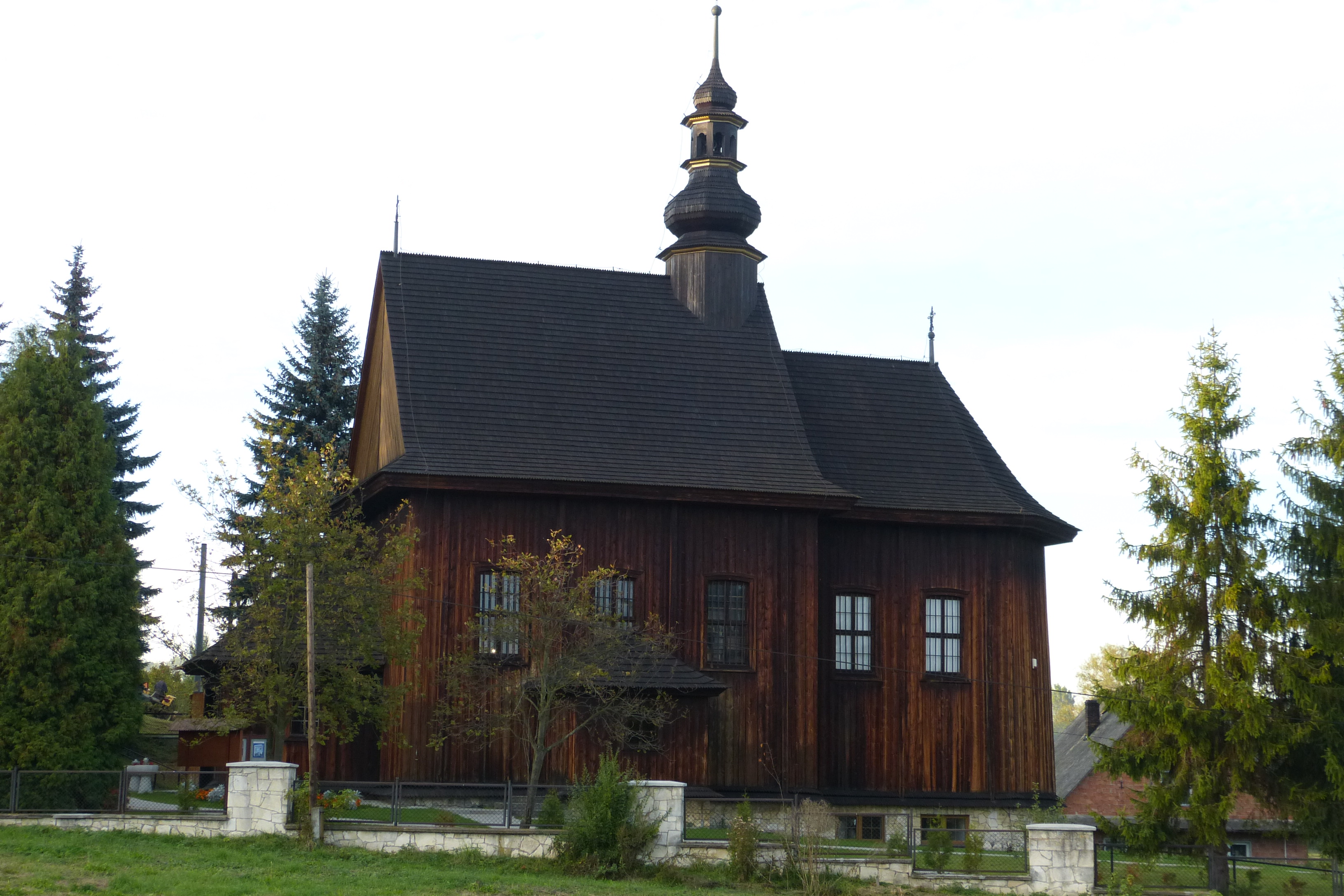
Церковь святого Креста

- Церковь святого Креста построенная на рубеже XV и XVI веков. Памятник культуры Малопольского воеводства.